# 昌化鸡血石
昌化鸡血石是一种印章石材，是昌化石的一个品种，产地是中国浙江省杭州市临安区（昌名县）龙岗镇玉岩山。除了作为印章石料，昌化鸡血石也可以作为赏玩的石材。昌化鸡血石是辰砂在长期的地理作用下，逐渐渗入高岭石、叶腊石或地开石后形成的石材。
20世纪70年代初，中日建交前后，日本前首相田中角荣、前外相大平正芳来中国访问，周恩来总理将昌化鸡血石对章，作为国礼馈赠两位贵宾。显示出鸡血石作为礼品的弥足珍贵。

## 特征
软玉、黄玉的一种。目前原产地已开采完毕。

## 用途
鸡血石硬度不高，常用于刻制私人印章，以全体通红为最上等，称大红袍。20世纪70、80年代，由于大量出口日本，民间常制作成吊坠摆件。又以红白黑三色鸡血石，称为刘关张。